# Prättigau/Davos

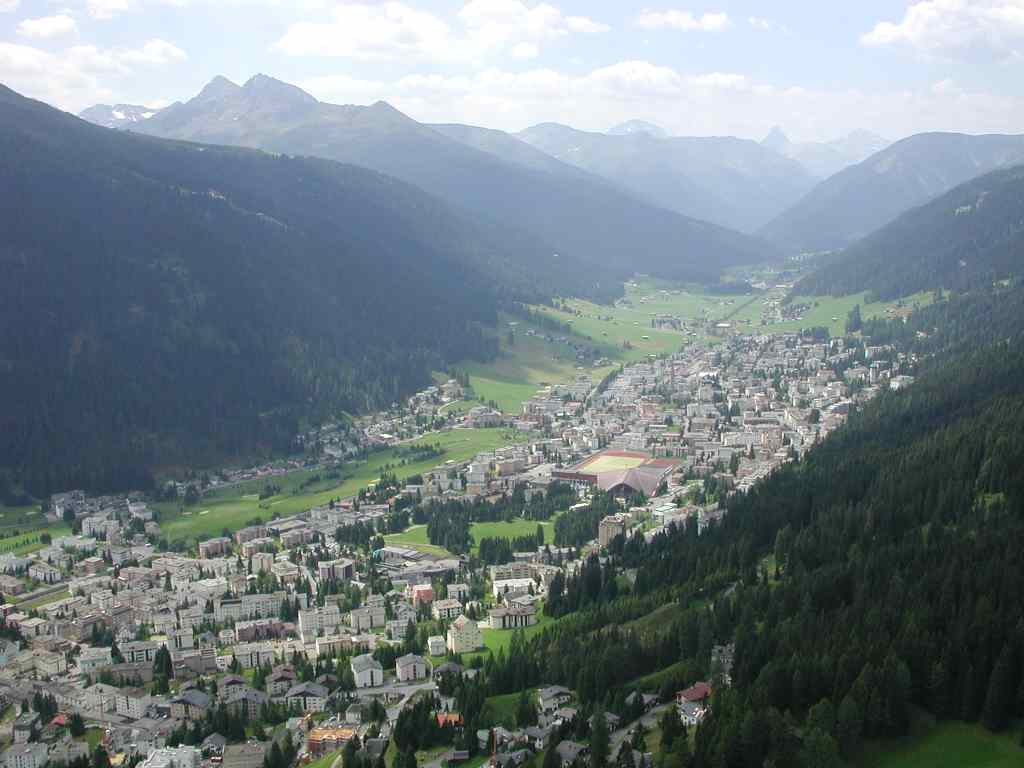
Davos sett från norr

Prättigau/Davos (rätoromanska: Partenz/Tavau) är en region i den schweiziska kantonen Graubünden. Det omfattar dels Prättigau, dallandskapet som genomströmmas av floden Landquart, dels Davos, som brukar räknas som ett eget landskap runt floden Landwasser.

## Språk
Språket i området skiftade under senmedeltiden från rätoromanska till tyska. Detta skedde dels genom inflytande från Rhendalen, men framförallt på grund av en omfattande inflyttning av walser till Davos från omkring år 1280, vilka sedan spred sig vidare till Prättigau. Rätoromanskan försvann helt från området under 1500-talet.

## Religion
Under 1500-talet gick hela distriktet över till den reformerta kristendomen. Idag finns dock en inte obetydlig minoritet av katoliker i området, i Prättigau är det omkring en femtedel, i Davos två femtedelar.

## Indelning

### Historik
1851 infördes en indelning av kantonen i distrikt, kretsar och kommuner. Kretsindelningen återspeglade i stor utsträckning den äldre indelningen i tingslag, till viss del motsvarade svenska härader:
- Distriktet Oberlandquart omfattade övre och mittre Prättigau (kretsarna Jenaz, Klosters, Küblis och Luzein) samt Davos (som utgjorde en krets).
- Distriktet Unterlandquart omfattade nedre Prättigau (kretsarna Schiers och Seewis) samt Rhendalen mellan Chur och kantonsgränsen (kretsarna Maienfeld och Fünf Dörfer).

År 2000 gjordes en gränsändring, varvid kretsarna Schiers och Seewis överfördes från Unterlandquart (som samtidigt bytte namn till Landquart) till Oberlandquart (som bytte namn till Prättigau-Davos).
2016 genomförde kantonen en indelningsreform, varvid distrikten avskaffades och ersattes av regioner. Kretsarna förlorade samtidigt sin politiska funktion och kvarstår endast som valkretsar. Distriktet Prättigau-Davos ersattes då av regionen med samma namn.

### Kommuner
Regionen består av elva kommuner:
| Vapen               | Namn                 | Invånare 2023-12-31 | Yta i km² |
| ------------------- | -------------------- | ------------------- | --------- |
| Conters             | Conters im Prättigau | 228                 | 18,40     |
| Davos               | Davos                | 10 800              | 284,00    |
| Fideris             | Fideris              | 618                 | 25,36     |
| Furna               | Furna                | 203                 | 33,32     |
| Grüsch              | Grüsch               | 2 161               | 43,30     |
| Jenaz               | Jenaz                | 1 145               | 25,91     |
| Klosters-Serneus    | Klosters             | 4 473               | 219,80    |
| Küblis              | Küblis               | 920                 | 8,14      |
| Luzein              | Luzein               | 1 625               | 83,88     |
| Schiers             | Schiers              | 2 951               | 61,66     |
| Seewis im Prättigau | Seewis im Prättigau  | 1 430               | 49,63     |